# Kunst im öffentlichen Raum in Herscheid
Kunst im öffentlichen Raum in Herscheid umfasst öffentlich zugängliche Plastiken, Skulpturen, Brunnen, Wandmalereien, Mosaike und Graffiti im Gebiet der sauerländischen Gemeinde Herscheid im Märkischen Kreis. Die nachstehende Liste von Kunstwerken im öffentlichen Raum ist nicht vollständig. Sie wird kontinuierlich ergänzt.

## Liste
| Bild | Titel/Bezeichnung | Standort                                      | Künstler | Entstehung | Anmerkungen                                                            |
| ---- | ----------------- | --------------------------------------------- | -------- | ---------- | ---------------------------------------------------------------------- |
|      | Kriegerehrenmal   | Räriner Straße/Ecke Lüdenscheider Straße Lage |          |            | Denkmal „Zur Erinnerung an die Feldzüge von 1864, 1866 und 1870/1871“. |
|      |                   | Lüdenscheider Straße Lage                     |          |            | Künstlerisch gestalteter Stein mit Gemeindewappen am Ortseingang.      |